# Чаплин, Владимир Михайлович
Влади́мир Миха́йлович Ча́плин (28 июля (9 августа) 1861 — 10 ноября 1931) — русский и советский учёный и педагог, специалист в области отопительно-вентиляционной техники.
Дед писательницы Веры Чаплиной.

## Биография
Потомственный дворянин из рода Чаплиных, восходящего ко Льву Чаплину (середина XV века).
В 1883 году окончил Императорское Московское техническое училище (ИМТУ), а в 1898 году получил в училище должность профессора. В 1898—1909 гг. также преподавал в Московском Училище живописи, ваяния и зодчества.
В 1895 году вместе с коллегой по ИМТУ архитектором В. Г. Залесским Чаплин организовал торговый дом «В. Залесский и В. Чаплин». В 1902 году Залесский и Чаплин построили собственный дом на Большой Дмитровке, 16, в котором их семьи имели по отдельному этажу и где располагались помещения их технической конторы. Среди реализованных проектов торгового дома «В. Залесский и В. Чаплин» — системы отопления и вентиляции почти 1500 зданий в десятках городах Российской Империи: Музей изящных искусств имени императора Александра III, Румянцевский музей, Политехнический музей, Аудиторный корпус Московского университета, Императорское Московское техническое училище, Московское училище живописи, ваяния и зодчества, Александровское военное училище, Брестский (Белорусский) вокзал, автозавод А. М. О., Сандуновские бани, гостиница Метрополь, ресторан Эрмитаж, здание страхового общества «Россия», Алексеевская глазная больница, странноприимный дом Шереметева, храм Василия Блаженного, склеп великого князя Сергея Александровича в Чудовом монастыре, Перервинский монастырь, Заиконоспасский монастырь, храм Марфо-Мариинской обители — все в Москве; храм-усыпальница Юсуповых в Архангельском, Петербургская городская детская больница, Путиловский завод, Архангельские городские ряды, Нижегородский городской театр, Киевский коммерческий институт, царский дворец в Ливадии, Иркутский завод «Треугольник», детская больница в Баку, фабрика Столыпина в Пензе, храм Казанской Божией матери в Риге, электрическая станция в Рязани, Тамбовский пороховой завод, Волжско-Камский банк в Самаре, Калужское Епархиальное училище, Императорский Харьковский университет и многие другие.
В 1903 году В. М. Чаплин создал первую в России систему водяного отопления с побудительной циркуляцией. Предложенная им водо-водяная система отопления стала прототипом широко применяемых в настоящее время систем отопления перегретой водой от теплофикационных сетей. В том же году он организовал первую в стране кафедру по отоплению и вентиляции на механическом факультете ИМТУ. Председатель Санитарно-технического отдела Политехнического Общества.
В 1903 году получил чин статского советника, награждён орденами Св. Станислава III и II степеней, Св. Анны II степени; в 1908—1914 годах являлся гласным Московской земской управы по 1-му избирательному собранию. В годы Гражданской войны выполнял проектирование дезинфекционных камер, необходимых для борьбы с сыпным тифом и другими заболеваниями.
С 1910 года занимался вопросами вентиляции промышленных предприятий. Им были впервые сформулированы основные научно-практические положения промышленной вентиляции, её рационального устройства и использования, которые до сих пор не потеряли своей актуальности.

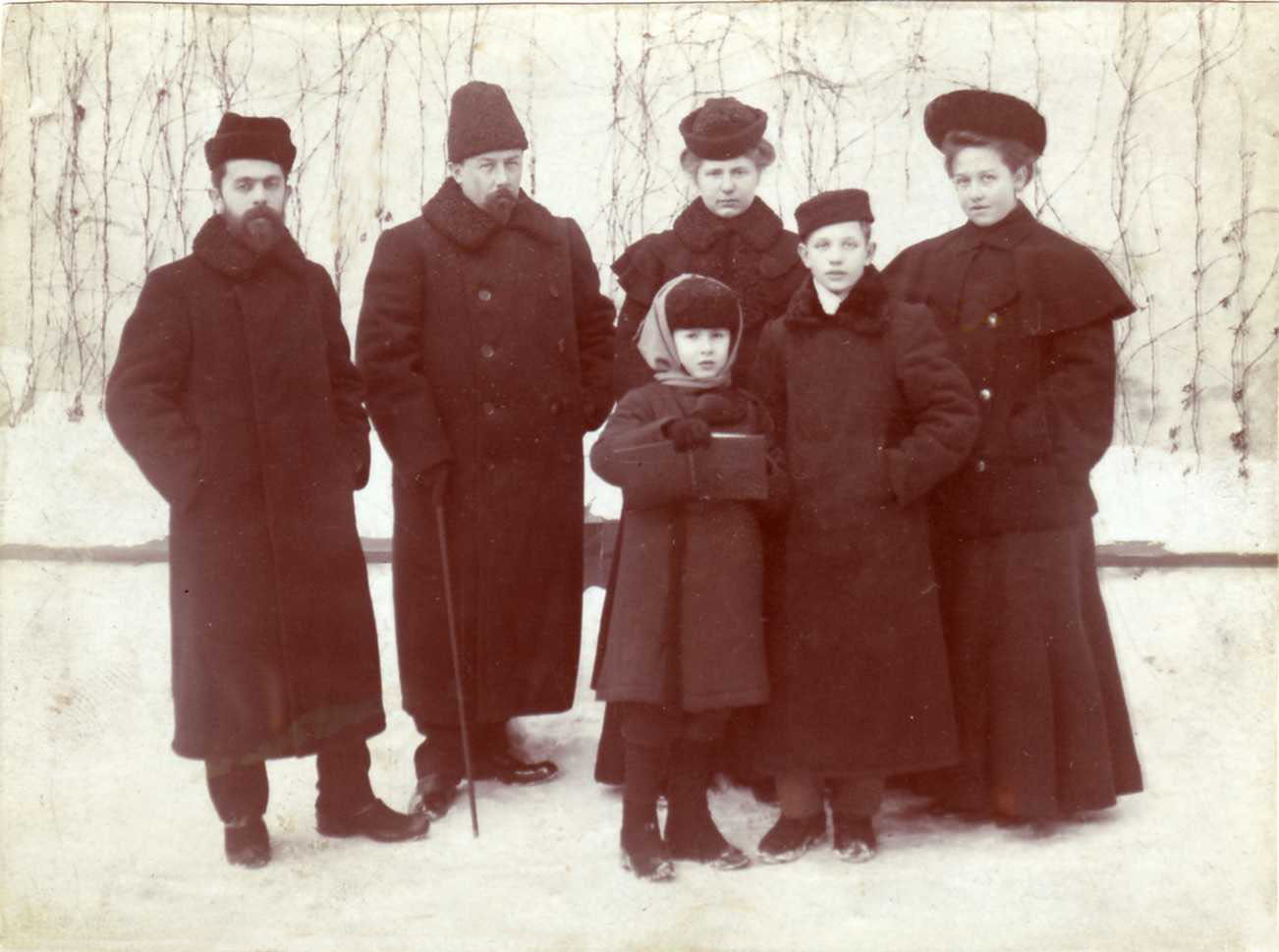
В. М. Чаплин (второй слева) с семьей и своим воспитанником Костей Мельниковым (второй справа) во дворе дома № 16 по Большой Дмитровке. 1904 г.

В 1920-е годы Чаплин разработал схему присоединения местных систем к тепловым сетям, которая обеспечивала надежную работу и центральное регулирование. Эта схема применяется и в настоящее время под названием «зависимой со смешением». Чаплин также внёс вклад в развитие и совершенствование печного дела. Предложенный Чаплиным топливник для дров представляет собой камеру с небольшим заглублением, где уложена колосниковая решетка. Такое расположение колосниковой решетки, обеспечивает более равномерное горение и отделение пламени от дыма.
В. М. Чаплин был автором первого в России учебника по отоплению и вентиляции (1903); в течение 35 лет преподавал основной курс по этой дисциплине в ИМТУ (МВТУ) и архитектурном институте, возглавлял отдел отопления и вентиляции Теплотехнического института, был председателем редакционного совета журнала «Отопление и вентиляция». В 1922 году Чаплин выступил инициатором подготовки специалистов по отоплению и вентиляции не на механическом, а на инженерно-строительном факультете МВТУ, в дальнейшем преобразованном в Высшее инженерно-строительное училище (ВИСУ).
Владимир Михайлович Чаплин воспитал и выучил на свои средства детей бедных служащих, ставших впоследствии выдающимися людьми. Это Н. С. Ермолаев, профессор по отоплению и вентиляции, и прославленный архитектор с мировым именем К. С. Мельников. Чаплин не только дал возможность Мельникову подготовиться к поступлению в Московское Училище живописи, ваяния и зодчества, но и настоял на архитектурной специализации своего питомца. Вспоминая о своем воспитателе, К. С. Мельников в письме к американскому искусствоведу Ф. Старру, написал: «американцу трудно представить, что в России были и есть натуры, способные бескорыстно творить Добро».
Умер от осложнений после гриппа 10 ноября 1931 года. Похоронен на Новом Донском кладбище (5-й колумбарий, 3-я секция).
150-летию со дня рождения В. М. Чаплина была посвящена Третья Международная научно-техническая конференция «Теоретические основы теплогазоснабжения и вентиляции», состоявшаяся в 2009 году в Московском государственном строительном университете.